# Sanctuaire marial de Yagma
Le sanctuaire marial de Yagma est un lieu de culte catholique, construit en 1967, près du village de Yagma au Burkina Faso. La Conférence épiscopale Burkina-Niger lui donne le statut de sanctuaire national depuis le 6 février 1988,, et il a également le statut de basilique mineure,. Ce lieu de dévotion à la Vierge Marie, sous le vocable initiale de Notre-Dame de Lourdes, s'est transformé en « Notre-Dame de Yagma ». Il est très vite devenu un lieu de pèlerinage local puis national à partir de 1989. Le pape Jean-Paul II s'y est rendu en pèlerinage en 1990. Depuis 1995 un « grand pèlerinage national » y est organisé tous les deux ans.
La première grande église a été mise en construction en 1992. Elle a été terminée en 2013.

## Historique
Ce sanctuaire marial a été créé à l'initiative de deux laïcs Laurent Ghilat et François Dakoure, en 1967, avec le soutien du curé de l'époque, le père Guirma. Sur une petite colline du village de Yagma. Les premiers travaux ont consisté en le débroussaillage de la colline et l'installation d'une croix, et la construction d'une copie de la « grotte de Lourdes » pour que les pèlerins puissent venir vénérer Notre-Dame de Lourdes. La grotte va devenir le point centrale du sanctuaire, et la Vierge Marie se verra, avec le temps, attribué le titre de « Reine du Burkina ».
En 1968, un premier petit pèlerinage est organisé à partir de paroisses environnantes. Cette opération est renouvelée l'année suivante. En 1970, le pèlerinage annuel est présidé par l'archevêque de Ouagadougou.
En 1983, la prise de pouvoir par Thomas Sankara et l’instauration d'un gouvernement marxiste amène des persécutions religieuses dans le pays. Le sanctuaire devient alors un lieu de dévotion important pour les catholiques, mais également des non-catholiques (protestants, musulmans et animistes), qui viennent y « prier la Vierge » et lui demander de l'aide. En 1985, un mouvement de renouveau religieux est initié par des enfants qui viennent régulièrement prier le chapelet dans le sanctuaire, et fédèrent progressivement les adultes,.
En 1986, une jeune fille déclare avoir des apparitions mariales dans le sanctuaire. Ces présumées apparitions seront finalement condamnées par l’Église dix ans plus tard.
En 1989, un premier pèlerinage national est organisé dans le sanctuaire. Celui-ci est présidé par le cardinal Etchegaray.
Le 29 janvier 1990, un nouveau pèlerinage, de plus grande ampleur est organisé avec la présence du pape Jean-Paul II qui est en visite dans le pays,,.
En 1992, Constantin Guirma, évêque de Kaya, lance la construction d'une grande église « Notre-Dame de Yagma ». Celle-ci est établie à 50 m du premier oratoire. En 1996, les travaux connaissent une première suspension pour raison de manque de financement,. En 2013, l'église est inaugurée et consacrée par le Nonce apostolique, Vito Rallo. La cérémonie de dédicace a rassemblé, en plus des fidèles, le premier ministre du pays, différents ministres, ainsi qui des représentants religieux de différentes religions (musulmans, animistes et protestants).
En 1995, est organisé le grand pèlerinage national de Notre-Dame de Yagma. Celui-ci se poursuit chaque année depuis cette période. Le sanctuaire a un rang de « sanctuaire national ».

## Description
Le sanctuaire est établi sur une colline et recouvre une superficie de 112 hectares. Il est composé d'une grotte (artificielle), où les pèlerins viennent prier la Vierge Marie (sous la représentation de Notre-Dame de Lourdes), d'une grande église ayant le rang de basilique, d'un presbytère accueillant les prêtres résidents sur place, et d'une hostellerie pour accueillir les pèlerins.

### L'église
L'église est mise en construction par l'archevêque Paul Zoungrana. La pose de la première pierre est réalisée le 12 décembre 1992. Les travaux sont terminés en 2013, et la consécration de l'édifice se déroule le 9 février 2013. L'église, dont le financement a été réalisé par les fidèles, compte environ 2 200 places assises. Elle mesure 89,34 mètres de longueur, 46,30 mètres de largeur et 26,5 mètres de hauteur au niveau de la nef.

### L'hostellerie
Une hostellerie est construite pour accueillir et héberger 500 pèlerins. Les pèlerins sont logées en dortoir. Il y a un projet d'hébergements en chambres individuelles ou de petites capacités pour permettre l'accueil et l'hébergement de familles, de petits groupes ou d'individuels. 

### Divers
Trois prêtres logent sur place, dans le presbytère, dont le recteur du sanctuaire. Le sanctuaire abrite également une communauté de religieuses contemplatives. 
Les responsables du sanctuaire prévoient d'installer une « fontaine » pour les pèlerins, pour leur offrir la possibilité d'une démarche spirituelle en allant chercher de l'eau à la fontaine du sanctuaire.

## Activités

### Pèlerinages
Le pèlerinage diocésain est organisé de façon annuelle depuis de nombreuses années. Le « grand pèlerinage national » est organisé tous les deux ans depuis 1995.

### Activités spirituelles
Des messes quotidiennes sont célébrées dans le sanctuaire. Le sanctuaire propose également aux fidèles la récitation du chapelet, l’office du jour, le chemin de croix. 

### Divers
Les grands espaces naturels sont un lieu apprécié par la faune sauvage qui vient y chercher un abri et une protection. Les responsables locaux les accueillent et leur fournissent des points d'eau pour qu'elles puissent s'abreuver dans cette zone de savane.